# Britanska Formula 3 sezona 2007
Britanska Formula 3 sezona 2007 je bila štiriinštirideseta sezona Britanske Formule 3, ki je med 9. aprilom in 30. septembrom 2007.

## Dirkači in moštva
Naslednja moštva in dirkači so tekmovali v prvenstvu. Razred Scholarship je za starejše dirkalnike Formule 3. Moštva v razredu Invitation ne tekmujejo za prvenstvene točke.